# Calliandra dysantha
Calliandra dysantha é uma espécie de planta do gênero Calliandra da família das Fabaceae. É nativa do Brasil.